# Pristimantis aaptus
Pristimantis aaptus (Lynch & Lescure, 1980) è una rana della famiglia Strabomantidae, diffusa in Perù e Colombia.

## Distribuzione e habitat
Gli esatti confini dell'areale della specie sono ancora poco noti: è stata segnalata nel Perù settentrionale (Loreto) e nella Colombia meridionale (Amazonas), ma potrebbe essere presente anche in altre regioni.
La si trova nelle foreste pluviali in prossimità dei torrenti, al di sotto dei 200 m di altitudine.